# Simulium ruizi
Simulium ruizi es una especie de insecto del género Simulium, familia Simuliidae, orden Diptera.
Fue descrita científicamente por Vargas & Najera, 1948.